# Narzym (gromada)
Narzym – dawna gromada, czyli najmniejsza jednostka podziału terytorialnego Polskiej Rzeczypospolitej Ludowej w latach 1954–1972.
Gromady, z gromadzkimi radami narodowymi (GRN) jako organami władzy najniższego stopnia na wsi, funkcjonowały od reformy reorganizującej administrację wiejską przeprowadzonej jesienią 1954 do momentu ich zniesienia z dniem 1 stycznia 1973, tym samym wypierając organizację gminną w latach 1954–1972.
Gromadę Narzym z siedzibą GRN w Narzymiu utworzono – jako jedną z 8759 gromad na obszarze Polski – w powiecie działdowskim w woj. olsztyńskim na mocy uchwały nr 12 WRN w Olsztynie z dnia 4 października 1954. W skład jednostki weszły obszary dotychczasowych gromad Narzym, Kraszewo i Brodowo ze zniesionej gminy Iłowo oraz obszar dotychczasowej gromady Wierzbowo ze zniesionej gminy Działdowo w tymże powiecie. Dla gromady ustalono 18 członków gromadzkiej rady narodowej.
1 stycznia 1969 do gromady Narzym włączono enklawy gruntów położone u styku granic powiatów działdowskiego, nidzickiego i mławskiego z gromady Kozłowo w powiecie nidzickim w tymże województwie.
Gromadę zniesiono 22 grudnia 1971, a jej obszar włączono do gromady Działdowo w tymże powiecie.